# Bataille d'Agrigente
 (janvier 2017).
Première guerre punique
Batailles
- Messine
- Agrigente
- Îles Lipari
- Pointe d'Italie
- Mylae
- Sulci
- Tyndaris
- Cap Ecnome
- Adys
- Tunis
- 1re Panormus
- 2e Panormus
- Lilybée
- Drépane
- Phintias
- Drépane
- Mont Héricté
- 1re Mont Eryx
- 2e Mont Eryx
- Îles Égades

La bataille d'Agrigente de 261 av. J.-C. fut le premier engagement majeur de Rome en Sicile contre Carthage, il s'inscrit dans les événements de la première guerre punique Cette bataille eut lieu après un siège de sept mois de la cité par les consuls romains.

## La ville
Agrigente est une ville sur l'île de Sicile, à deux miles et demi de la côte sud. Elle est située sur un plateau, entourée par des pentes abruptes sur tous les côtés, sauf à l'ouest. La ville était protégée par le fleuve Hypsas (Drago) à l'ouest et la rivière Akragas à l'est. Ces barrières naturelles ne rendait possible une attaque que par l'ouest, ce qui rendait la ville facilement défendable. La ville a construit une route le long de la côte sud et aussi d'autre, plus petite, menant vers le nord et vers l'est, en direction d'autres villes. En 262 av. J.-C., les Romains ont attaqué la ville pour empêcher les Carthaginois de l'utiliser comme base avancée pour une éventuelle attaque sur Rome.

## Prélude
En 288 av. J.-C., les Mamertins, des mercenaires italiens, ont été embauchés pour attaquer les Carthaginois. Ils sont ensuite allés à Messine, non pas pour la protéger, mais plutôt pour massacrer des hommes. Après ce massacre ils ont forcé les femmes des défunts à devenir leurs épouses. Ils ont ensuite utilisé la ville comme base d'opérations pour mener des raids dans les villes voisines. Hiéron II, le chef grec de Syracuse mena une campagne contre les Mamertins. Entre 268 et 265, Hiéron II défait les Mamertins à la rivière Longanus, mais les mercenaires ont eu le temps d'envoyer des messagers chercher de l'aide chez les Carthaginois et les Romains. Un commandant carthaginois en Sicile a répondu à leurs appels et envoyé une petite force de sa citadelle. Hiéron II ne voulant pas attaquer ouvertement le Carthaginois et provoquer une guerre se retira à Syracuse.
Carthage avait déjà essayé de contrôler la Sicile pendant des siècles et leur principale force d'opposition avaient été les colonies grecques, réparties autour de l'île. Syracuse, la plus riche et la plus puissante des colonies grecques en Sicile, avait toujours été leur principale ville d'opposition. Les Carthaginois avaient longtemps convoité Messine et avec sa prise ils pourraient l'utiliser comme base avancée, s'ils voulaient envahir l'Italie et attaquer de Rome.
Alors que les Romains avaient été en constante expansion sur leur territoire depuis plus d'un siècle, leur armées n'avaient jamais combattu en dehors de la péninsule italienne. Le contrôle de la Sicile par Carthage leur fournissait une route d'invasion en Italie et pouvait menacer les territoires nouvellement conquis par Rome, dans le sud de l'Italie ainsi que Rome en elle-même. En 264 av. J.-C., le Sénat romain avait voté pour envoyer une expédition en Sicile sous le commandement d'Appius Claudius Caudex, l'un des consuls de cette année.
Les Romains avaient l'intention d'envoyer deux légions en Sicile en 262 av. J.-C., probablement pour négocier la paix avec Carthage. Une fois que les Carthaginois ont commencé à augmenter leurs forces militaires sur l'île, les Romains avaient envoyé leurs consuls et leurs légion ici. Les Carthaginois avaient embauché des ligures, des celtes et des mercenaires ibères pour attaquer les Romains. Agrigente, à ce stade était devenue la base principale des Carthaginois.
Les Carthaginois avaient également commencé à envoyer des forces en Sardaigne, mais la plupart de leur armée était en Sicile. Il semblait qu'ils avaient l'intention d'utiliser l'île comme base pour des attaques sur l'Italie [réf. souhaitée]. Les consuls romains, Lucius Postumius Megellus et Quintus Mamilius Vitulus avaient concentré leurs forces sur Agrigente. Les consuls avaient une force combinée de 40 000 hommes. Hannibal, fils de Gisgo et le commandant d'Agrigente, ont rassemblé la plupart des hommes qui vivaient dans les alentours de la ville pour finalement avoir une armée de 50 000 hommes. Hannibal avait refusé de se battre à l'extérieur des murs de la ville, car les Romains l'auraient considéré comme un signe de faiblesse. Les Romains avaient alors établi leur camp à environ un mile de la ville et récolté les cultures de la région.

## Le siège d'Agrigente
Le siège d'Agrigente débuta en juin 262 av. J.-C. et dura sept mois. Il fut mis en place par les deux consuls romains Lucius Postumius Megellus et Quintus Mamilius Vitulus, c'est un événement assez rare de voir deux consuls sur un même théâtre d'opération, qui plus est ne se situe pas en Italie. Il s'agit dans le cas d'Agrigente de prendre l'une des bases puniques les plus importantes de la Sicile, où se trouvent de nombreux équipements et de troupes. À cette époque, Agrigente était l'une des places les mieux fortifiées de la Sicile, les consuls romains négligèrent ainsi tout le reste de l'île durant ces opérations.
Dans la première phase du siège, les Carthaginois osèrent une sortie pendant qu'un grand nombre de légionnaires s'occupaient de ramasser du blé. Cette indication fournie par Polybe montre que les Romains étaient prêts à tenir un siège sur une longue durée, ce qui est réellement une première dans l'histoire de la poliorcétique romaine. L'épisode se termina mal pour les assiégés qui furent forcés de revenir dans la cité.
La phase suivante est celle où sont mis en place les travaux de siège à proprement parler. Il s'agit dans ce cas d'une double circonvallation renforcée de postes dans l'intervalle qui séparait les retranchements et les camps des consuls. On sait que les camps des consuls étaient situés à environ 1,5 km de la cité, on peut donc supposer que l'encerclement extérieur (la circonvallation) était distant d'environ 2 km.
L'étape suivante du siège devient plus complexe pour l'armée romaine. Au bout de 5 mois de siège, la cité d'Agrigente doit faire face à la disette mais des renforts carthaginois assiègent à leur tour les Romains qui commencent à connaître des problèmes de ravitaillement, comblés grâce à l'aide du Roi Hiéron de Syracuse.
C'est dans ce contexte qu’eut lieu la bataille d'Agrigente qui opposa un Carthaginois du nom de Hannon, ainsi qu'un Hannibal enfermé dans Agrigente, aux consuls romains. Au lendemain de cette bataille qui verra une victoire romaine, les assiégés d'Agrigente réussirent à s'enfuir malgré la double circonvallation mise en place. Bien que cette fuite eut lieu directement après une bataille, cela montre tout de même la précarité du dispositif de siège romain à cette époque.

## La bataille d'Agrigente
Avec Hannon campé en dehors de la ville, la ligne d'approvisionnement romaine de Syracuse n'était plus disponible. Avec leur armée sur le point de mourir de faim, les consuls ont choisi d'offrir la bataille. Cette fois-ci, c'était au tour d'Hannon de la refuser, sans doute avec l'intention de vaincre les Romains par la faim. Pendant ce temps, la situation à l'intérieur d'Agrigente après plus de six mois de siège était proche de désespérée. Hannibal, en communiquant avec l'extérieur par des signaux de fumée, avait envoyé de pressantes demandes de secours et Hannon a été contraint d'accepter une bataille rangée. Bien qu'il existe plusieurs sources donnant des détails sur le combat réel elles sont pour la plupart erronées.

## Conséquences
À la suite de cette bataille, les Romains ont occupé Agrigente et ont vendu l'ensemble de la population comme esclaves. La prise d'Agrigente était une victoire importante pour les Romains, mais ils étaient près de la catastrophe à plusieurs reprises. Cependant, Hannibal et sa garnison ont réussi à s'échapper relativement indemnes.
En 261 av J.C-., Rome contrôlait la plupart de la Sicile et a obtenu la récolte de céréales pour son propre usage. Cette victoire dans la première grande campagne menée en dehors de l'Italie a donné aux Romains une confiance supplémentaire pour poursuivre leurs intérêts à l'étranger.

## Sources
- Polybe, Histoire générale, (Livre I, 17-19)
- Diodore de Sicile, Bibliothèque historique (Livre XXIII, 7; 9,1-2)
- Jean Zonaras, Histoire Romaine (Livre VIII, 10)

- (en) Cet article est partiellement ou en totalité issu de l’article de Wikipédia en anglais intitulé « Battle of Agrigentum » (voir la liste des auteurs).